# КК Косово поље
КК Косово поље је некадашњи кошаркашки клуб из Приштине. Као домаћин утакмице је играо у малој сали спортског центра Боро и Рамиз. Углавном се такмичио у у нижим ранговима, а највеће успехе имао је пласманом у проширену прву лигу у сезонама 1994/95 и 1995/96.

## Познати играчи
- Слободан Бенић[1]
- Бранислав Џунић
- Синиша Стошић
- Славиша Лалић
- Иван Мичета
- Мирослав Марковић
- Урош Мирковић[2]
- Предраг Деспотовић
- Крговиц Војкан
- Радован Добрицанин